# Kormáks saga
Kormáks saga (norrønt Kormáks saga) er en islandsk saga fra 1200-tallet. Historien foregår i Norge, på Island og i Irland omkring år 950-970 og handler om skjalden Kormak (Kormákr Ogmundarson) og hans ulykkelige kærlighed til Steingerd Torkelsdatter.

## Oprindelse
Kormak er efter alt at dømme en historisk person, og et af hans kvad gengives også i Den yngre Edda, men kærlighedshistorien i sagaen er skabt efter samme mønster som fransk høvisk kærlighedspoesi; "the more widely held view is that the verses are genuinely old, that their attribution to Kormákr is correct, and that the saga narrative was created from the substance of these verse" og "consensus holds that the prose connecting the verses in Kormáks saga represents not a 'deep' tradition but merely a perfunctory attempt to link the verses".

## Handling
Kormák elsker Steingerd, men forholdet bliver misbilliget af hendes forældre. Kormak bliver opsøgt af to mænd som Steingerds far har betalt for at dræbe ham. Kormak slår dem ihjel, og Steingerds mor, som er troldkyndig, udsteder en forbandelse over ham, sådan at han går glip af sit eget bryllup. Steingerd gifter sig med enkemanden Berse. Kormák rejser med kong Harald Gråfell i viking til Irland. På en senere rejse til Skotland dør han i strid med et trold.

## Tolkning
Den største del af sagaen består af Kormaks digt til Steingerd, og handlingen ses af kvadene. Forholdet mellem Steingerd og Kormak udspiller sig gennem sagaen i en blanding af tiltrækning og afvisning; "Sagaen handler om helten, der elsker voldsomt, men viger tilbage før besiddelsen." I modsætning til mange andre sagaer har kærlighed og ære få sociale konsekvenser i denne saga. Drab eller vanære bliver ikke hævnet, og "konflikten i sagaen sætter med andre ord ingen lavine i gang […] Dramaet koncentreres helt og holdent i Kormak».
Sagaen regnes sammen med Gunnlaug Ormstunges saga, Hallfred Vandrådeskalds saga og Bjørn Hitdølakjempes saga til den gruppe sagaer, som kaldes "skaldesagaer": de har en skjald som hovedperson og har en kærlighedsintrige. Det er enighed om, at den episke sagaramme må dateres til 1200-tallet, mens der er uenighed om dateringen af kvadene. Peter Hallberg erklærede at "Kormárks poesi er et unikt indblik i skandinavisk kærlighed i 900-tallet", mens Bjarni Einarsson mener at "kærlighedsversenes gennemgående tema – en mands elskovsklage – tyder på, at de ikke kan være ældre end og uafhængige af den franske kærlighedsdigtning, som omkr. 1200 var herskende mode". Einarsson mener også at digtene og prosateksten danner en kunstnerisk enhed af høj kvalitet.
Sagaen findes i håndskriftet Möðruvallabók. Den har været en særlig inspirationskilde for den noget yngre Sagaen om Hallfred Vandrådeskald. Sagaen er oversat til norsk bokmål af Sigrid Undset i 1923, og til nynorsk af Eigil Lehmann i 1984, begge med titlen Kormaks saga. Undsets oversættelse er genudgivet flere gange.